# Leichtathletik-Junioreneuropameisterschaften 1981
| 6. Leichtathletik-Junioreneuropameisterschaften | 6. Leichtathletik-Junioreneuropameisterschaften |
| ----------------------------------------------- | ----------------------------------------------- |
|                                                 |                                                 |
| Stadt                                           | Utrecht, Niederlande                            |
| Stadion                                         | Leichtathletik-Stadion Overvecht                |
| Teilnehmende Länder                             | 26                                              |
| Teilnehmende Athleten                           | ca. 700                                         |
| Wettbewerbe                                     | 38                                              |
| Eröffnung                                       | 20. August 1981                                 |
| Schlussfeier                                    | 23. August 1981                                 |
| Eröffnet durch                                  |                                                 |

Die 6. Leichtathletik-Junioreneuropameisterschaften fanden vom 20. bis 23. August 1981 im niederländischen Utrecht im Leichtathletik-Stadion Overvecht statt. Nahezu 700 Aktive aus 26 Ländern wurden für die 38 Entscheidungen dieser Meisterschaften gemeldet, wovon der DVfL der DDR 58 Athleten entsandte.
Diese dominierten dann auch die Meisterschaften, in dem sie nicht nur 22 Titel, sondern insgesamt 42 Medaillen errangen.
Schlechtes Wetter (Regen und heftige Windböen) verhinderte an den ersten beiden Tagen, vor allem im Sprint (100 m) und im Weitsprung neue Bestleistungen anzuerkennen. An den letzten beiden Tagen gelang es dann noch den Athleten, vier Junioren-Weltbestleistungen und drei Junioren-Europarekorde aufzustellen.

## Ergebnisse Männer
| Disziplin        | Gold                                                                  | Gold     | Silber                                                                           | Silber   | Bronze                                                                | Bronze   |
| ---------------- | --------------------------------------------------------------------- | -------- | -------------------------------------------------------------------------------- | -------- | --------------------------------------------------------------------- | -------- |
| 100 m            | Thomas Schröder                                                       | 10,14    | Rolf Kistner                                                                     | 10,33    | Pierfrancesco Pavoni                                                  | 10,39    |
| 200 m            | Thomas Schröder                                                       | 20,69    | Sergei Sokolow                                                                   | 20,79    | Kimmo Saaristo                                                        | 20,83    |
| 400 m            | Todd Bennett                                                          | 47,18    | Jens Carlowitz                                                                   | 47,40    | Jörg Vaihinger                                                        | 47,48    |
| 800 m            | József Bereczki                                                       | 1:46,17  | István Szalai                                                                    | 1:46,94  | Chris McGeorge                                                        | 1:47,03  |
| 1500 m           | Steffen Oehme                                                         | 3:44,24  | Didier Poirier                                                                   | 3:44,49  | Anatoli Legeda                                                        | 3:44,66  |
| 3000 m           | Rainer Wachenbrunner                                                  | 7:57,18  | Frank Heine                                                                      | 7:59,05  | Jean-Pierre N'dayisenga                                               | 8:01,30  |
| 5000 m           | Gábor Szabó                                                           | 13:56,42 | Salvatore Antibo                                                                 | 14:03,73 | Axel Krippschock                                                      | 14:05,02 |
| 2000 m Hindernis | Paul Davies-Hale                                                      | 5:31,12  | Gilbert Jüchert                                                                  | 5:38,02  | Lev Glinskikh                                                         | 5:38,61  |
| 110 m Hürden     | Holger Pohland                                                        | 13,80    | Andreas Oschkenat                                                                | 13,85    | Viktor Batrachenko                                                    | 14,10    |
| 400 m Hürden     | Krasimir Demirev                                                      | 50,45    | Olivier Gui                                                                      | 50,63    | Hans-Jürgen Ende                                                      | 50,75    |
| Hochsprung       | Krzysztof Krawczyk                                                    | 2,26     | William Motti                                                                    | 2,19     | Oleg Azizmuradov                                                      | 2,19     |
| Stabhochsprung   | František Jansa                                                       | 5,35     | Pierre Quinon                                                                    | 5,30     | Olaf Kasten                                                           | 5,25     |
| Weitsprung       | André Reichelt                                                        | 7,76     | Sergei Rodin                                                                     | 7,73     | Andreas Zwanzig                                                       | 7,70     |
| Dreisprung       | Sergei Akhvlediani                                                    | 16,76    | Aleksander Leonow                                                                | 16,54    | Mike Makin                                                            | 15,95    |
| Kugelstoßen      | Andreas Horn                                                          | 18,71    | Ulf Timmermann                                                                   | 18,45    | Karsten Stolz                                                         | 17,77    |
| Diskuswurf       | Kamen Dimitrov                                                        | 56,62    | Thomas Christel                                                                  | 56,12    | Erik de Bruin                                                         | 55,88    |
| Hammerwurf       | Christoph Sahner                                                      | 68,92    | Sergey Dorozhon                                                                  | 68,48    | Vyacheslav Korovin                                                    | 68,36    |
| Speerwurf        | Uwe Hohn                                                              | 86,56    | Roald Bradstock                                                                  | 79,18    | Fabio Michielon                                                       | 75,26    |
| Zehnkampf        | Mikhail Romanyuk                                                      | 7918     | Torsten Voss                                                                     | 7912     | Sven Reintak                                                          | 7497     |
| 10.000 m Gehen   | Ralf Kowalsky                                                         | 39:56,23 | Aljaksandr Pataschou                                                             | 41:39,35 | Victor Mostovic                                                       | 41:46,56 |
| 4 × 100 m        | DDRKarsten Weller Steffen Bringmann Andreas Oschkenat Thomas Schröder | 39,88    | SowjetunionSergey Polishchuk Sergei Sokolow Aleksander Sivchenko Ivan Svyatnenko | 40,21    | FinnlandJuha Pyy Jouni Törrönen Ilari Jauro Kimmo Saaristo            | 40,58    |
| 4 × 400 m        | DDRUwe Preusche Frank Löper Eckard Trylus Jens Carlowitz              | 3:04,58  | Vereinigtes KönigreichJohn Weston Eugene Gilkes Paul Dunn Todd Bennett           | 3:07,49  | BR DeutschlandMarkus Söhnge Matthias Kaulin Heiko Emde Jörg Vaihinger | 3:07,91  |

## Ergebnisse Frauen
| Disziplin    | Gold                                                             | Gold    | Silber                                                                              | Silber  | Bronze                                                                    | Bronze  |
| ------------ | ---------------------------------------------------------------- | ------- | ----------------------------------------------------------------------------------- | ------- | ------------------------------------------------------------------------- | ------- |
| 100 m        | Kathrin Böhme                                                    | 11,33   | Shirley Thomas                                                                      | 11,43   | Carola Beuster                                                            | 11,50   |
| 200 m        | Sabine Rieger                                                    | 22,91   | Valentina Bozhina                                                                   | 23,13   | Carola Beuster                                                            | 23,31   |
| 400 m        | Irina Zhdanova                                                   | 53,21   | Heike Bohne                                                                         | 53,54   | Linsey Macdonald                                                          | 54,24   |
| 800 m        | Ines Vogelgesang                                                 | 2:02,65 | Anna Rybicka                                                                        | 2:03,83 | Ljubow Kirjuchina                                                         | 2:04,33 |
| 1500 m       | Betty Van Steenbroek                                             | 4:15,75 | Yelena Malykhina                                                                    | 4:17,31 | Kirsti Voldnes                                                            | 4:18,72 |
| 3000 m       | Lyudmila Sudak                                                   | 8:58,30 | Birgit Mauer                                                                        | 9:20,01 | Uta Möckel                                                                | 9:22,00 |
| 100 m Hürden | Kathrin Böhme                                                    | 13,20   | Gloria Kovarik                                                                      | 13,27   | Anne Piquereau                                                            | 13,76   |
| 400 m Hürden | Sylvia Kirschner                                                 | 56,41   | Anita Lauvensteina                                                                  | 56,93   | Margarita Ponomarjowa                                                     | 57,45   |
| Hochsprung   | Andrea Breder                                                    | 1,90    | Alessandra Fossati                                                                  | 1,88    | Larissa Kossizyna                                                         | 1,86    |
| Weitsprung   | Heike Daute                                                      | 7,02    | Yelena Lugovaya                                                                     | 6,43    | Joyce Oladapo                                                             | 6,36    |
| Kugelstoßen  | Kostanze Simm                                                    | 17,21   | Gabriele Reinsch                                                                    | 17,03   | Svetla Mitkova                                                            | 16,50   |
| Diskuswurf   | Diana Sachse                                                     | 56,62   | Svetla Mitkova                                                                      | 55,60   | Laryssa Mychaltschenko                                                    | 53,38   |
| Speerwurf    | Antoaneta Todorowa                                               | 64,12   | Antje Kempe                                                                         | 60,60   | Karin Bergdahl                                                            | 58,40   |
| Siebenkampf  | Anke Tröger                                                      | 6032    | Ilona Dietze                                                                        | 5991    | Tatyana Stoycheva                                                         | 5764    |
| 4 × 100 m    | DDRSilke Gladisch Sabine Rieger Kathrin Böhme Carola Beuster     | 43,77   | FrankreichVéronique Ponchot Marie-Christine Cazier Laurence Bily Marie-France Loval | 44,61   | BR DeutschlandAndrea Niggemann Anne Griese Andrea Hannemann Andrea Bersch | 45,11   |
| 4 × 400 m    | DDRCornelia Feuerbach Carola Witzel Ines Vogelgesang Heike Bohne | 3:30,39 | SowjetunionIrina Zakharova Ljubow Kirjuchina Margarita Ponomarjowa Irina Zhdanova   | 3:31,41 | BR DeutschlandAnne Griese Sylvia Nagel Kirsten Fuhrken Silke Kondziella   | 3:36,90 |

## Medaillenspiegel
| Medaillenspiegel (Endstand nach 38 Entscheidungen) | Medaillenspiegel (Endstand nach 38 Entscheidungen) | Medaillenspiegel (Endstand nach 38 Entscheidungen) | Medaillenspiegel (Endstand nach 38 Entscheidungen) | Medaillenspiegel (Endstand nach 38 Entscheidungen) | Medaillenspiegel (Endstand nach 38 Entscheidungen) |
| Platz                                              | Land                                               | Gold                                               | Silber                                             | Bronze                                             | Gesamt                                             |
| -------------------------------------------------- | -------------------------------------------------- | -------------------------------------------------- | -------------------------------------------------- | -------------------------------------------------- | -------------------------------------------------- |
| 01                                                 | Deutsche Demokratische Republik                    | 220                                                | 130                                                | 7                                                  | 420                                                |
| 02                                                 | Sowjetunion                                        | 4                                                  | 110                                                | 110                                                | 260                                                |
| 03                                                 | Bulgarien                                          | 3                                                  | 1                                                  | 2                                                  | 6                                                  |
| 04                                                 | Vereinigtes Königreich                             | 2                                                  | 3                                                  | 4                                                  | 9                                                  |
| 05                                                 | BR Deutschland                                     | 2                                                  | 1                                                  | 5                                                  | 8                                                  |
| 06                                                 | Ungarn                                             | 2                                                  | 1                                                  | 0                                                  | 3                                                  |
| 07                                                 | Polen                                              | 1                                                  | 1                                                  | 0                                                  | 2                                                  |
| 08                                                 | Belgien                                            | 1                                                  | 0                                                  | 1                                                  | 2                                                  |
| 09                                                 | Tschechoslowakei                                   | 1                                                  | 0                                                  | 0                                                  | 1                                                  |
| 10                                                 | Frankreich                                         | 0                                                  | 5                                                  | 1                                                  | 6                                                  |
| 11                                                 | Italien                                            | 0                                                  | 2                                                  | 2                                                  | 4                                                  |
| 12                                                 | Finnland                                           | 0                                                  | 0                                                  | 2                                                  | 2                                                  |
| 13                                                 | Niederlande                                        | 0                                                  | 0                                                  | 1                                                  | 1                                                  |
| 13                                                 | Norwegen                                           | 0                                                  | 0                                                  | 1                                                  | 1                                                  |
| 13                                                 | Schweden                                           | 0                                                  | 0                                                  | 1                                                  | 1                                                  |
|                                                    | Gesamt                                             | 38                                                 | 38                                                 | 38                                                 | 114                                                |